# Bisdom Chachapoyas
Het bisdom Chachapoyas (Latijn: Dioecesis Chachapoyasensis) is een rooms-katholiek bisdom met als zetel Chachapoyas, in Peru. Het bisdom is suffragaan aan het aartsbisdom Piura. 

## Geschiedenis
Het bisdom werd opgericht op 28 mei 1803, als het bisdom Maynas, uit delen van het aartsbisdom Lima en de bisdommen Ayacucho o Huamanga, Cuenca, Popayán, Quito en Trujillo, en was suffragaan aan het aartsbisdom Lima. Op 2 juni 1843 veranderde het van naam naar bisdom Chachapoyas. Op 23 mei 1943 veranderde het van kerkprovincie en werd suffragaan aan het aartsbisdom Trujillo. Op 30 juni 1966 wisselde het opnieuw van kerkprovincie en werd suffragaan aan het nieuw verheven aartsbisdom Piura.

## Parochies
Het bisdom had in 2021 een oppervlakte van 16.075 km2 en telde 341.804 inwoners waarvan 85,0% rooms-katholiek was.

## Bisschoppen
- Hipólito Antonio Sánchez Rangel de Fayas (26 juni 1805 - 28 september 1824)
- José María Arriaga (17 september 1838 - 15 december 1849)
- Pedro Ruiz Zumaeta (12 september 1853 - 20 november 1862)
- Francesco Solano del Risco (27 maart 1865 - 1900)
- José Santiago Irala (17 juni 1904 - 1909)
- Emilio Juan Francisco Lissón y Chávez (16 maart 1909 - 25 februari 1918)
- Pedro Octavio Ortiz Arrieta (21 november 1921 - 1 maart 1958)
  - Otoniel Alcedo Culquicóndor (hulpbisschop: 17 februari 1953 - 28 augustus 1958)
- José Germán Benavides Morriberón (28 augustus 1958 - 30 november 1968)
- Manuel Prado Perez-Rosas (7 september 1970 - 29 december 1976)
- Antonio de Hornedo Correa (9 juli 1977 - 18 mei 1991)
- Ángel Francisco Simón Piorno (18 mei  1991 - 18 maart 1995)
- José Ignacio Alemany Grau (17 augustus 1995 - 18 mei 2000)
- Emiliano Antonio Cisneros Martínez (27 maart 2002 - 9 maart 2022)
- Humberto Tapia Díaz (9 maart 2022 - heden)

Piura (aartsbisdom) · Chachapoyas · Chiclayo · Chota (territoriale prelatuur) · Chulucanas